# Jeziorowskie (Kruklanki)

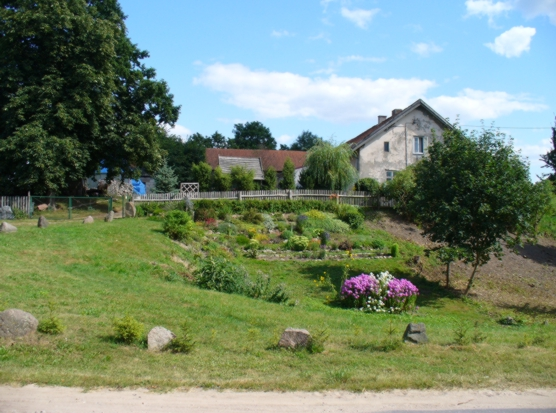
Blick in das Dorf Jeziorowskie (Jesziorowsken/Seehausen)

Jeziorowskie (deutsch Jesziorowsken, 1927 bis 1945 Seehausen) ist ein Ort in der polnischen Woiwodschaft Ermland-Masuren, der zur Landgemeinde Kruklanki (Kruglanken) im Powiat Giżycki (Kreis Lötzen) gehört.

## Geographische Lage
Jeziorowskie liegt am Ostufer vom Jezioro Gołdopiwo (deutsch Goldapgar-See) im nördlichen Osten der Woiwodschaft Ermland-Masuren. Die frühere Kreisstadt Angerburg (polnisch Węgorzewo) ist 19 Kilometer in nordwestlicher Richtung entfernt, die heutige Kreismetropole Giżycko (deutsch Lötzen) liegt 15 Kilometer in südwestlicher Richtung.

## Geschichte
Die Namensformen des später Seehausen genannten Dorfes und Vorwerks variieren: Jeziorowsken  (nach 1570), Jesiorowsken (nach 1785), Jesziorowsken (nach 1912) und Jesziorowsken (bis 1927). Am 6. Mai 1874 wurde der Ort Amtsdorf und damit namensgebend für einen Amtsbezirk, der – am 28. Juni 1927 umbenannt in „Amtsbezirk Seehausen“ – bis 1945 bestand und zum Kreis Angerburg im Regierungsbezirk Gumbinnen der preußischen Provinz Ostpreußen gehörte. Im Jahre 1910 zählte Jesziorowsken 367 Einwohner.
Am 21. Januar 1927 wurde Jesziorowsken in „Seehausen“ umbenannt. Am 30. September 1928 erfolgte die Eingemeindung des nördlich gelegenen Nachbardorfes Groß Eschenort (polnisch Jasieniec), so dass 1933 bereits 469 und 1939 noch 450 Einwohner gezählt wurden. Im Jahre 1945 kam das Dorf in Kriegsfolge mit dem gesamten südlichen Ostpreußen zu Polen und erhielt die polnische Namensform „Jeziorowskie“. Das Dorf ist heute Sitz eines Schulzenamtes (polnisch sołectwo) und eine Ortschaft im Verbund der Landgemeinde Kruklanki (Kruglanken) im Powiat Giżycki, vor 1998 der Woiwodschaft Suwałki, seither der Woiwodschaft Ermland-Masuren zugehörig.

### Amtsbezirk Jesziorowsken/Seehausen (1874–1945)
Zum Amtsbezirk Jesziorowsken (1927 bis 1945 Amtsbezirk Seehausen) gehörten ursprünglich fünf, am Ende noch zwei Orte:
| Deutscher Name                               | Polnischer Name  | Bemerkungen                                                                  |
| -------------------------------------------- | ---------------- | ---------------------------------------------------------------------------- |
| Gansenstein                                  | Brożówka         | 1928 nach Kruglanken eingegliedert                                           |
| Groß Eschenort                               | Jasieniec        | 1928 nach Seehausen eingegliedert                                            |
| Waldgut Lötzen bis 1885: Lötzensche Waldbude | Knieja Łuczańska | zw. 1885 u. 1905 in den Gutsbezirk Borken im Amtsbezirk Borken eingegliedert |
| Jesziorowsken 1927–1945: Seehausen           | Jeziorowskie     |                                                                              |
| Knobbenort                                   | Podleśne         |                                                                              |

Am 1. Januar 1945 gehörten nur noch Knobbenort und Seehausen zum Amtsbezirk Seehausen.

## Religionen
Jesziorowsken war bis 1945 in die evangelische Kirche Kruglanken in der Kirchenprovinz Ostpreußen der Kirche der Altpreußischen Union sowie in die katholische Kirche St. Bruno in Lötzen (polnisch Giżycko) im Bistum Ermland eingepfarrt.

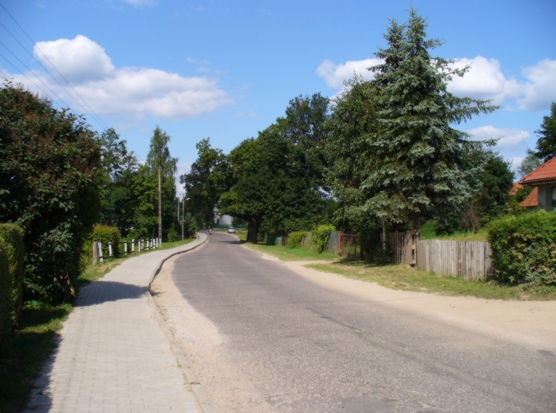
Dorfstraße in Jeziorowskie

Heute gehört Jeziorowskie zur katholischen Pfarrei Kruklanki im Bistum Ełk (Lyck) der Römisch-katholischen Kirche in Polen bzw. zur evangelischen Pfarrei Giżycko (mit der Filialgemeinde in Pozezdrze) in der Diözese Masuren der Evangelisch-Augsburgischen Kirche in Polen.

## Verkehr
Jeziorowskie liegt an einer Nebenstraße, die Kruklanki (Kruglanken) mit Jasieniec (Groß Eschenort) und dem bereits in der Gemeinde Pozezdrze (Possessern, 1928 bis 1945 Großgarten) gelegenen Jakunówko (Jakunowken, 1938 bis 1945 Jakunen) verbindet. Außerdem ist Jeziorowskie von Diabla Góra (Forst Teufelsberg) über Podleśne (Knobbenort) aus erreichbar. Eine Bahnanbindung besteht nicht.